# 에우클레이데스의 원론

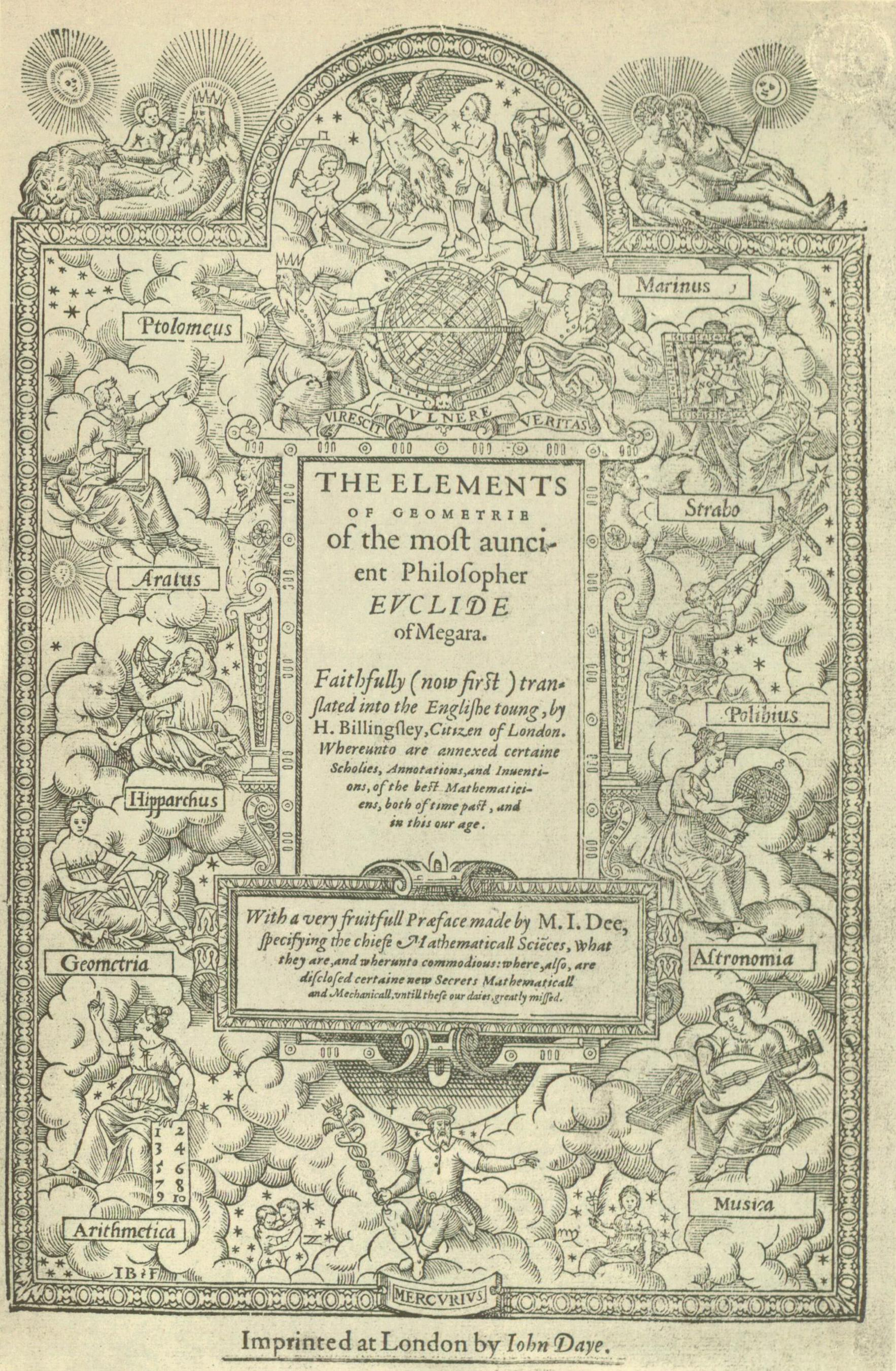
《원론》의 영어판 표지. 실제 저자는 '알렉산드리아'의 에우클레이데스지만, 영어판 번역자는 '메가라'의 에우클레이데스로 잘못 표기하였다.

《에우클레이데스의 원론》(영어: Euclid's Elements)은 고대 그리스의 수학자 에우클레이데스(유클리드)가 기원전 3세기에 집필한 책으로, 총 13권으로 구성되어 있다. 원래 제목인 그리스어 '스토이케이아(그리스어: Στοιχεῖα)'는 '원소', '구성 요소', '글자' 등을 뜻한다.
흔히 ‘세계 최초의 수학 교과서’라 일컬어지는 이 책은 기하학 원본이라 불리기도 하며, 에우클레이데스는 여기서 정의 131개와 공리 5개, 공준 5개에만 근거를 두고 465개의 명제 각각을 엄밀하게 증명할 수 있는 방법들을 기록해두었다.

## 주요 내용
《원론》의 내용은 다음과 같다. 제 1권에서 제 4권까지는 2차원(평면) 기하학에 관한 내용을 담고 있다.
- 제1권 : 필수적이고 예비적인 정의와 설명 및 공준과 공리로 시작한다.[1] 제1권의 정리 중에는 합동, 평행선, 직선으로 이루어진 도형 등에 관한 친한 정리들이 포함되어 있다. 그 책의 마지막 두 정리인 정리 47과 48은 피타고라스 정리와 그 역이다. 18세기까지 기하학 교과서로 쓰인 이유도 여기에 있다.
- 제2권 : 겨우 14개의 정리만을 포함하고 있는 작은 책인데 여기에서는 주로 피타고라스 학파의 기하 대수학을 다루고 있다. 이 책의 정리 12와 13은 근본적으로 오늘날 코사인 법칙으로 알려진 피타고라스 정리의 일반화이다.
- 제3권 : 39개의 정리로 이루어졌으며, 원, 현, 할선, 접선, 연관된 각도의 측정 등에 관한 정리들을 포함하고 있다.
- 제4권 : 16개의 정리로 이루어져 있으며 자와 컴퍼스를 이용한 작도, 주어진 원에 내접하는 경우와 외접하는 경우의 작도, 정다각형의 작도를 포함하고 있다.

제 5권부터 비율과 비례로부터 시작해 기초적인 수론을 다룬다. 제 6권에서는 제 4권에 이어 이를 도형에 적용하고 제 10권까지 다시 수론을 다룬다.
- 제5권 : 에우독소스의 비율 이론에 대한 대가다운 설명에 충당했다. 이 책은 수학적인 문헌 중에서 가장 훌륭한 걸작 중의 하나로 간주된다.
- 제6권 : 에우독소스의 이론을 닮음 도형의 연구에 응용하고 있다.
- 제7권 : 두 개 이상의 정수에 대한 최대공약수를 구하는 방법(유클리드 호제법)으로 시작된다. 또한 초기 피타고라스 학파의 비율 이론에 대한 설명을 발견할 수 있다.
- 제8권 : 주로 연비례와 그것과 관련된 등비수열을 다루고 있다. 만약 a : b = c: d가 성립하면 a, b, c, d는 등비수열을 형성한다.
- 제9권 : 수론에서 중요한 많은 정리들이 있는데 먼저 정리14는 중요한 ‘산술의 기본 정리(Fundamental theorem of arithmetic)’즉 “1보다 큰 임의의 정수는 반드시 소수들의 곱으로 표현될 수 있으며 근본적으로 단 한가지 방법으로 표현된다.”는 정리와 동치이다. 정리 20에서 ‘소수의 개수는 무한하다.’는 사실에 대한 매우 세련된 증명을 찾아볼 수 있다. 정리 35는 등비수열의 첫 n개의 항의 합에 대한 공식을 기하적으로 유도했다. 그리고 이 책의 마지막 정리인 정리 36은 짝수인 완전수를 만드는 놀라운 공식을 증명하고 있다.
- 제10권 : 무리수들, 즉 어떤 주어진 선분의 길이를 단위로 재어 비율로 나타낼 수 없는 길이를 다루고 있다.

제 11권에서 제 13권까지는 3차원 기하학에 관한 내용들 담고 있다.
- 제11권 : 선과 면·면과 면·평행육면체·정육면체·각기둥
- 제12권 : 원의 면적과 각뿔·각기둥·원뿔·원기둥·구의 체적(단, 원주율은 쓰지 않음. 원의 면적은 지름의 제곱에 비례하고 구의 체적은 지름의 세제곱에 비례함을 이용)
- 제13권 : 정사면체, 정육면체, 정팔면체, 정십이면체, 정이십면체의 다섯 종류만이 정다면체임을 증명함.

## 같이 보기
- 에우클레이데스
- 유클리드 기하학
- 출판 논문 (treatise)

## 참고 자료
- 기하학 원론 가~자, 이무현 번역, 1997, 교우사.
- "David Joyce Home Page"-"Euclid's Elements"
- 유클리드의 기하학 원론(무료 다운로드, 코이네 그리스어)
- 구텐베르크 프로젝트-유클리드 기하학 원론,1885,John Casey(무료 다운로드,영문)